# 広源寺 (埼玉県三芳町)
広源寺（こうげんじ）は、埼玉県入間郡三芳町にある曹洞宗の寺院。

## 歴史
1639年（寛永16年）、龍国呑海によって開山された。同県川越市渋井の蓮光寺の末寺である。
当寺では、寺子屋を運営しており、1884年（明治7年）に「藤久保学校」が当寺で開校している。
1989年（平成元年）、「開山三百五十年報恩記念事業」として本堂を改築し、斎場を整備した。

## 交通アクセス
- 鶴瀬駅より徒歩27分。